# Micimackó és a Zelefánt
A Micimackó és a Zelefánt (eredeti cím: Pooh's Heffalump Movie) 2005-ben bemutatott amerikai 2D-s számítógépes animációs film, amely a Micimackó című filmsorozata alapján készítette a Walt Disney. Az animációs játékfilm rendezője Frank Nissen, producere Jessica Koplos-Miller. A forgatókönyvet Brian Hohlfeld és Evan Spiliotopoulos írta, a zenéjét Joel McNeely és Carly Simon szerezte. A mozifilm a Walt Disney Pictures és a DisneyToon Studios gyártásában készült, a Buena Vista Pictures forgalmazásában jelent meg. Műfaja kalandos filmvígjáték.
Amerikában 2005. február 11-én, Magyarországon 2005. február 10-én mutatták be a mozikban.

## Fordítás
- Ez a szócikk részben vagy egészben  a   Pooh's Heffalump Movie című angol Wikipédia-szócikk fordításán alapul.  Az eredeti cikk szerkesztőit annak laptörténete sorolja fel. Ez a jelzés csupán a megfogalmazás eredetét és a szerzői jogokat jelzi, nem szolgál a cikkben szereplő információk forrásmegjelöléseként.